# Stagonospora equiseti
Stagonospora equiseti är en svampart som beskrevs av François Fautrey 1890. 
Stagonospora equiseti ingår i släktet Stagonospora och familjen Phaeosphaeriaceae. Inga underarter finns listade i Catalogue of Life.